# 門牌潭線
門牌潭線是曾經存在於台灣南投縣（時台中州能高郡）的輕便工事鐵道之一，與集集線同時建造並啟用，用以負責日月潭第一發電所建築材料的運輸，因此又稱「日月潭工事鐵道」。1927年，外車埕線的二水至外車埕部分被台灣總督府收購改善，門牌潭線部分則悉數拆除，僅有保留少數遺跡。

## 歷史
1919年，為配合日月潭第一發電所興建工程，台灣電力株式會社動工興建一條連接台中州員林郡二水庄及內車埕（即現門牌潭）的鐵道以協助運送工程物資。然而二水＝外車埕（現車埕車站）部分直至1922年才竣工，在此期間皆由台灣糖業鐵路二水線及當時屬於台灣糖業株式會社的內車埕＝魚池路段協助運送物資與施工器具。
1922年，二水＝外車埕鐵道完工，隔年外車埕＝內車埕的工事用鐵道也一併完工後，日月潭工事鐵道正式營運。
1927年，二水＝外車埕路段由台灣總督府收購改善，即後來的台鐵集集線，外車埕＝內車埕約1.7哩（2.832公里）的鐵道則在日月潭發電所工程完工後（1934年7月）拆除，原有路廊成為舊縣道131號的路基。
1934年，隨著日月潭第一發電所的竣工，此工程線路拆除。僅保留原有四座隧道。
1959年，八七水災重創台灣中南部地區，導致門牌潭線與小埔線的不少路段毀損並最終停運。
1985年，由於明湖水庫、明潭水庫的興建，水位上漲導致一號、二號隧道淹沒，僅剩三號隧道（現大觀古隧道）與四號隧道（大觀發電廠廠內）保留，目前在水位低下時部分門牌潭線遺跡仍可辨認。

## 車站列表
狹義的門牌潭線僅有外車埕與內車埕兩個車站，不過由於此線路曾提供台灣糖業鐵路之五分車行走關係，此線曾經可以透過現縣道131號大部分路廊一路至埔里糖廠，並直通小埔線至小埔社。
| 車站名稱 | 續接／交會路線及備註                                                          | 所在地   | 所在地 |
| -------- | ----------------------------------------------------------------------------- | -------- | ------ |
| 車埕     | 現集集線終點，舊名外車埕。                                                    | 南 投 縣 | 水里鄉 |
| 門牌潭   | 舊名內車埕，台電鐵道營運終點，台糖鐵道營運起點，原址約位於縣道131號建安堂附近 | 南 投 縣 | 水里鄉 |
| 五城     | 原址約位於五城派出所附近                                                      | 南 投 縣 | 魚池鄉 |
| 槌子寮   | 原址約位於通文巷口                                                            | 南 投 縣 | 魚池鄉 |
| 魚池     | 原址約縣道131號與魚池街口                                                     | 南 投 縣 | 魚池鄉 |
| 大林     | 原址約投69鄉道與嵩山巷口，西行可接內湖仔支線往內湖仔，車站旁設有側線          | 南 投 縣 | 魚池鄉 |
| 埔里     | 原址約中山北環路口，北行設有側線沿埔霧公路。亦可接續小埔線往小埔社。          | 南 投 縣 | 埔里鎮 |
| 埔里糖廠 |                                                                               | 南 投 縣 | 埔里鎮 |

## 外部連結
- 消失的日月潭工事鐵道－門牌潭線 （页面存档备份，存于）
- 漫談臺灣電業的前世今生上 5-3-1 （页面存档备份，存于）
- 日月潭工事鐵道網路與門牌潭線 （页面存档备份，存于）
- 台湾 臺糖鐵道 廃線跡 配線図式路線図